# Melanagromyza thunbergiae
Melanagromyza thunbergiae este o specie de muște din genul Melanagromyza, familia Agromyzidae, descrisă de Spencer în anul 1960. Conform Catalogue of Life specia Melanagromyza thunbergiae nu are subspecii cunoscute.